# Charles Kingsford Smith
Sir Charles Edward Kingsford Smith, MC, AFC (9 de fevereiro de 1897 – 8 de novembro de 1935), frequentemente referido pelo apelido de Smithy, foi um dos primeiros aviadores australianos.

## Carreira
Kingsford Smith nasceu em Brisbane. Ele cresceu em Sydney, deixando a escola aos 16 anos e se tornando um aprendiz de engenharia. Ele se juntou ao Exército Australiano em 1915 e foi um piloto de despacho de motocicleta na campanha de Gallipoli. Mais tarde, ele foi transferido para o Royal Flying Corps e foi premiado com a Cruz Militar em 1917 após ser abatido. Após o fim da guerra, Kingsford Smith trabalhou como barnstormer na Inglaterra e nos Estados Unidos antes de retornar à Austrália em 1921. Posteriormente, ele ingressou na West Australian Airways como um dos primeiros pilotos comerciais do país.
Em 1928, Kingsford Smith completou o primeiro voo transpacífico, uma viagem de três etapas da Califórnia a Brisbane via Havaí e Fiji. Ele e seu co-piloto Charles Ulm se tornaram celebridades, junto com os membros da tripulação James Warner e Harry Lyon. No mesmo ano, ele e Ulm completaram o primeiro voo sem escalas pela Austrália de Melbourne a Perth e o primeiro voo sem escalas da Austrália para a Nova Zelândia. Posteriormente, eles estabeleceram a Australian National Airways, mas a companhia aérea e os outros empreendimentos comerciais da Kingsford Smith não conseguiram alcançar o sucesso comercial. Ele continuou a participar de corridas aéreas e a tentar outros feitos da aviação.
Em 1935, Kingsford Smith e seu co-piloto Tommy Pethybridge desapareceram no Mar de Andaman enquanto tentavam quebrar o recorde de velocidade Austrália-Inglaterra. Ele foi festejado como um herói nacional durante a Grande Depressão e recebeu inúmeras homenagens durante sua vida. Após sua morte, o principal aeroporto de Sydney foi nomeado em sua memória e ele foi destaque na nota de vinte dólares australiana por várias décadas.